# Siwfass
Das Siwfass ist ein Berg – auch als Felskopf bezeichnet – der Schwyzer Alpen im Schweizer Kanton Uri. Sein Gipfelkreuz steht auf 2180 m ü. M. und wurde 2008 errichtet.

## Lage
Der wenig bekannte Berg liegt zwischen dem Rophaien im Westen und dem Chaiserstock im Osten, westlich oberhalb des Spilauer Sees. Südlich ganz in der Nähe liegt der Hagelstock.

## Routen
Der Berg ist auf mehreren Routen erreichbar; am einfachsten ist es, die Luftseilbahn aus dem Riemenstaldner Tal (auch Busverbindung vom Bahnhof Sisikon) von Chäppeliberg nach Spilau zu nehmen und am Spilauer See vorbei in einem Bogen den Gipfel zu ersteigen.

## Nachweise
1. 1 2  Lage und Höhe bei geo.admin.ch.
2. 1 2  Eintrag bei ortsnamen.ch.